# Лабунський Віктор Станіславович
Ві́ктор Лабу́нський (пол. Wiktor Labunski; нар. 14 квітня 1895, Санкт-Петербург — пом. 28 січня 1974, Нью-Йорк) — польський композитор, піаніст і педагог.

## Життєпис
Народився в родині відомого організатора промисловості, директора Путилівських заводів Станіслава Лабунського. Брат композитора Фелікса Лабунського.
Закінчив Петроградську консерваторію (клас фортепіано Леоніда Ніколаєва, клас композиції Язепса Вітолса та Василя Калафаті).
Згодом навчався грі на фортепіано у В. І. Сафонова та Ф. М. Блуменфельда. По диригуванню — учень Еміля Млинарського.
Концертував в містах Росії та України.
1920—1928 — викладач, декан фортепіанного факультету Харківського музично-драматичного інституту. Також викладав у Краківській консерваторії.
1928 року емігрував до США, де відтоді очолював фортепіанне відділення консерваторії у м. Нашвілл (штат Теннессі).
1928 дав свій перший концерт у «Карнегі-хол» у Нью-Йорку.
Наприкінці 1930-х років переїхав до штату Міссурі, де в м. Канзас-Сіті очолив Консерваторію при Університеті й працював у ній до 1971 року.

## Родина
Дружина Ванда Млинарська (1896—1968) — дочка Еміля Млинарського.